# Vor der Heide
Vor der Heide ist eine Hofschaft in Radevormwald im Oberbergischen Kreis im nordrhein-westfälischen Regierungsbezirk Köln in Deutschland.

## Lage und Beschreibung
Die Hofschaft liegt im Nordosten des Stadtgebiets nahe der Stadtgrenze zu Breckerfeld. Die Nachbarorte heißen Feckinghausen, Filde, Filderheide, und Wönkhausen. Im Westen der Hofschaft findet sich in der Deutschen Grundkarte die Parzellenbezeichnung „Heide“.
Politisch wird der Ort durch den Direktkandidaten des Wahlbezirks 170 im Rat der Stadt Radevormwald vertreten.

## Geschichte
In der amtlichen topografische Karte 1954 ist an der Stelle der Hofschaft ein umgrenzter Hofraum und ein Gebäudegrundriss eingezeichnet. Eine Ortsbezeichnung wird darin nicht angegeben.